# Hamasasp Chatschaturowitsch Babadschanjan

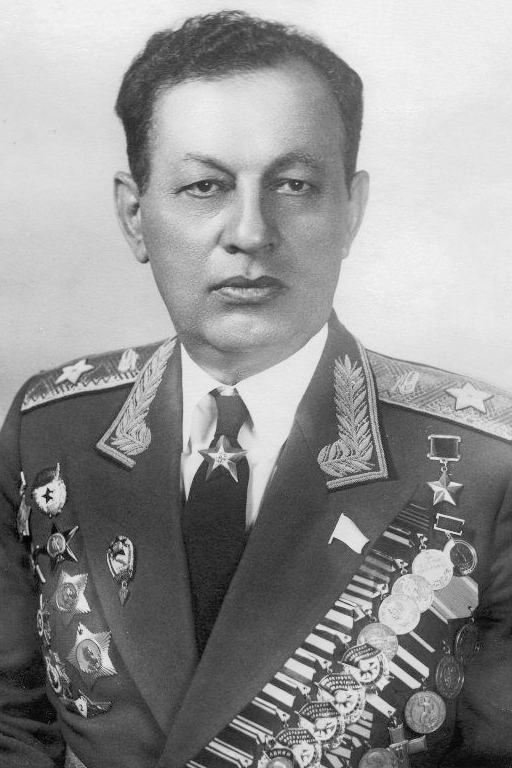
Hamasasp Babadschanjan

Hamasasp Chatschaturowitsch Babadschanjan (armenisch Համազասպ Խաչատուրի Բաբաջանյան, russisch Амазасп Хачатурович Бабаджанян; * 18. Februar 1906 in Tschardachlu, Russisches Kaiserreich; † 1. November 1977 in Moskau, Sowjetunion) war ein sowjetisch-armenischer Offizier, zuletzt im Range eines  Hauptmarschall der Panzertruppen. Er wurde am 26. April 1944 mit dem Ehrentitel Held der Sowjetunion (Verleihungsnummer 2077) ausgezeichnet.

## Leben
Babadschanjan wurde 1906 in Tschardachlu (heute Çənlibel im Rayon Şəmkir, Aserbaidschan) geboren. Der Marschall der Sowjetunion Howhannes Baghramjan stammte aus demselben Dorf.
Am 23. Dezember 1940 wurde er stellvertretender Kommandeur des 493. Schützenregiments und am 13. Januar 1941 stellvertretender Kommandeur des 751. Schützenregiments im Nordkaukasischen Militärbezirk. Seit April 1941 fungierte er als stellvertretender Chef der 1. Sektion in der Operationsabteilung der 19. Armee.

### Im Deutsch-Sowjetischen Krieg
Ab Juli 1941 kämpfte er nach dem deutschen Überfall im Verband der 19. Armee bei der Westfront im Raum Smolensk. Im August 1941 wurde er Kommandeur des 395. Schützenregiments der 127. Schützen- (ab September 1941 umbenannt in 2. Garde-) Schützen-Division und nahm an der Jelnja-Offensive, an den Abwehrkämpfen zwischen Orel und Brjansk und an den Kämpfen um Taganrog teil.
Vom 7. Mai bis September 1942 absolvierte er einen beschleunigten Kurs für Kommandopersonal an der Frunse-Militärakademie, die kriegsbedingt nach Taschkent evakuiert worden war. Im September 1942 wurde er Kommandeur der 3. mechanisierten Brigade (ab 23. Oktober 1943 umbenannt in 20. Garde-mech. Brigade), welche Teil des 3. mechanisierten - (ab 23. Oktober 1943 8. Garde-) Korps der 1. Panzerarmee war. Seine Panzerverbände kämpften 1943 im Rahmen der Woronesch- und 1. Ukrainischen Front in der Schlacht von Kursk, bei der Schitomir-Berditschewer Operation und im Frühjahr 1944 in der Korsun-Schewtschenkowsker Operation. Oberst Babadschanjan wurde für die Führung der 20. Garde- mechanisierte Brigade während der Proskurow-Czernowitzer Operation und die erfolgreiche Überquerung es unteren Dnjestr per Dekret des Obersten Sowjet der UdSSR am 26. April 1944 mit dem Titel Held der Sowjetunion und den Lenin-Orden ausgezeichnet. Am 25. August 1944 wurde er zum Kommandeur der 11. Garde-Panzerkorps als Teil der 1. Gardepanzerarmee ernannt und kämpfte im Juli 1944 in der Lemberg-Sandomierz-Offensive, im Januar 1945 in der Weichsel-Oder Operation, sowie im folgenden Frühjahr in der Schlacht um Ostpommern. Seine Panzertruppen besetzten beim Vormarsch durch Polen u. a. folgende Städte: Tomaszów, Łódź, Kutno, Gostyn, Łowicz, Łęczyca, Gnesen, Poznan, Kolberg und Gdynia. Am Ende des Zweiten Weltkrieges operierten seine Truppen im April 1945 in der Schlacht um Berlin und kämpften um den Stadtteil Köpenick.

### Nachkriegszeit
Am 3. August 1954 wurde er zum Generalleutnant und am 28. Dezember 1956 zum Generaloberst ernannt, am 28. Oktober 1967 wurde er Marschall der Panzertruppen. Von 1967 bis 1969 war er Leiter der Malinowski-Militärakademie der Panzertruppen und ab Mai 1969 Chef der Panzertruppen. Von 1969 bis 1977 war er Chef der Panzertruppen der Sowjetarmee. Babadschanjan wurde am 29. April 1975 noch zum Hauptmarschall der Panzertruppen ernannt und hatte diese Position bis zu seinem Tod inne. Die DDR ehrte Babadschanjan 1975 mit dem Karl-Marx-Orden.
Babadschanjan starb am 1. November 1977 und wurde am Nowodewitschi-Friedhof begraben.

## Politik
Babadschanjan wurde 1928 Mitglied der KPdSU. Er war Abgeordneter des Obersten Sowjets der Armenischen SSR in der vierten Legislaturperiode (1955–1959), des Obersten Sowjets der UdSSR in der sechsten und siebten Legislaturperiode (1962–1970) und des Obersten Sowjets der Russischen SFSR in der achten und neunten Legislaturperiode (1971–1977).